# Beuve
Beuve – rzeka we Francji, przepływająca przez teren departamentu Żyronda, o długości 30,1 km. Stanowi lewy dopływ rzeki Garonny.